# PERMAS
PERMAS ist ein allgemein einsetzbares Finite-Elemente-Programm.
Es wird von der Firma INTES GmbH, Stuttgart weiterentwickelt und eignet sich vor allem zur linearen und nichtlinearen Strukturmechanikberechnung, der Fluid-Struktur-Kopplung in der Akustik, zur Analyse von elektromagnetischen Feldern und der Wärmeleitung inklusive Strahlungsaustausch. Dazu gibt es eine voll integrierte Optimierungsfunktionalität für Topologie-/Dimensionierung-/Formfindung (auch in Kombination) und für ein robustes Optimum (stochastische Parameter). Als reine Berechnungssoftware ist keine graphische Interaktion vorgesehen. Diese erfolgt über separate Programme.

## Beschreibung
Die native Eingabe erfolgt über eigene Datenformate für die Modellbeschreibung und die Absteuerung der Berechnung. Neben dem eigenen GUI, VisPER erlauben zahlreiche Schnittstellen zu Pre- und Postprocessoren wie z. B. ANSA, HyperMesh, MEDINA, Simcenter(NX), sowie direkte (Eingabe-)Schnittstellen zu Solvern wie Abaqus oder Nastran einen flexiblen Einsatz in der Simulationsprozesskette. Dazu gehört auch eine effiziente Anbindung an Mehrkörpersimulation (MKS, morembs). Mit Hilfe des IDEAS Universalfileformats kann auch ein Abgleich mit Messmodellen erfolgen. Speziell für anspruchsvolle und komplexe Aufgabenstellungen steht eine Task-Graph basierte, generelle Parallelisierung zur Verfügung. Mit der Open Telecom Cloud steht ein Cloud-Computing-Service zur Verfügung. Als Betriebssysteme stehen neben Linux auch Windowsplattformen zur Verfügung.

## Geschichte

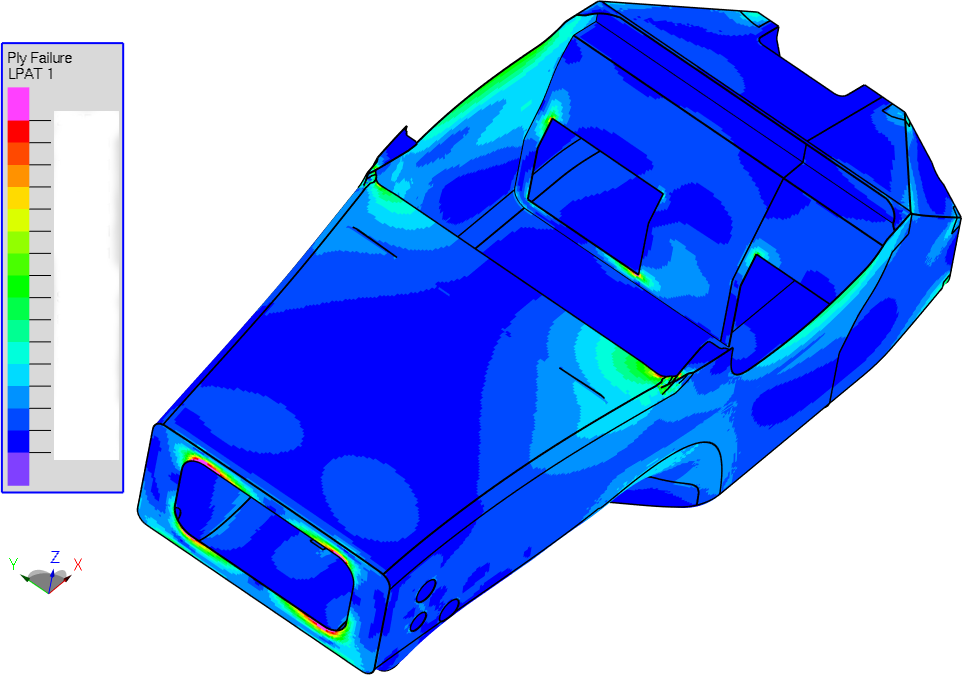
Schichtversagen (Bild:VisPER)

Die Wurzeln von PERMAS datieren auf Anfang der 60er-Jahre, als am Institut für Statik und Dynamik der Universität Stuttgart das Programmsystem ASKA unter der Leitung von John Argyris als eine Pioniersoftware dieser Technologie entwickelt wurde. Einige der Autoren entschlossen sich 1984 zu einer Ausgründung, um eine stetige Entwicklung zu ermöglichen. Ende der 80er-Jahre wurde eine neue Programmgeneration realisiert, die nachfolgend als PERMAS-Version 5 1993 erstmals vermarktet wurde. Diese Neuentwicklung trug der stürmischen Entwicklung auf dem Hardwaremarkt (z. B. mit Vektorisierung und RISC Architektur) Rechnung und bildete die Basis für ein generelles Parallelisierungskonzept: PTM (Parallel Task (graph) Manager). Seither erfolgt ein umfangreicher funktionaler Ausbau, auch im Rahmen von Forschungsprojekten, z. B. Optiamix.
Neben dem Stammsitz in Deutschland (Stuttgart) ist INTES mit eigenen Niederlassungen in Frankreich und Japan selbst tätig. In weiteren Ländern gibt es Vertriebspartner (wie z. B. China, Korea, Indien).

## Anwendungsgebiete
- Einsatzgebiete: Steifigkeit, Festigkeit, Kontakt, Schwingungen (auch stochastisch), Akustik,[6] Stabilität (z. B. Bremsenquietschen[7]), Temperatur- und elektromagnetische Felder, Lebensdauer, Qietsch- und Rattergeräusche
- Branchen: Automobil, Luft- und Raumfahrt, Maschinenbau, Schiffbau und Bauwesen, Windenergie
- Besonderheiten: Große Modelle, extreme Rechenleistung durch spezielle Algorithmen (z. B. für Kontaktanalyse), Vektorisierung, Parallelisierung und GPU Nutzung (auch simultan). Ein Modell für alle Anwendungsgebiete, detaillierte Modellprüfung und hohe Genauigkeit. Integrierte, vielfältige Optimierungsmethoden (Topologie-, Form-, Dimensionierung und deren Kombination), Zuverlässigkeitsanalyse (robust design) und Sampling (DOE)[8], Generatives Design

## Verbreitung

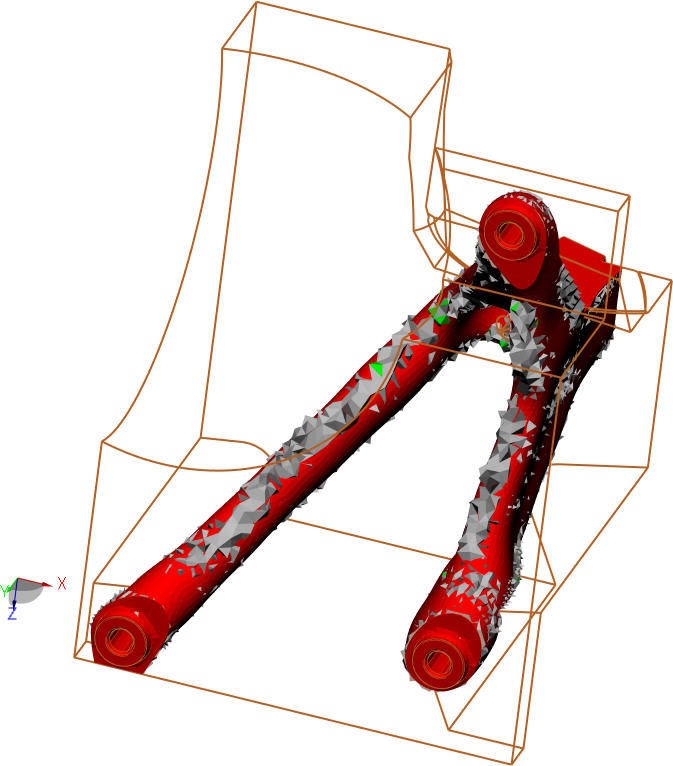
Entwurfsraum, Volumenselektion, geglättete Hülle (VisPER)

- Deutschland: Automobil- und Zulieferindustrie, Werkzeugmaschinen, Windenergie
- Frankreich: Raumfahrt[9] und Schiffbau[10]
- Italien/Schweiz: Automobil
- Japan: Automobil- und Zulieferer
- Korea: Automobil
- Südafrika: Bauingenieurwesen
- USA/Brasilien: Automobil- und Zulieferindustrie
- Indien: Auto- und Zulieferer
- Tschechien: Ingenieurdienstleister/Zulieferindustrie
- China: Schienenfahrzeuge